# Stefan Schempershauwe
Stefan Schempershauwe (* 6. November 1977) ist ein ehemaliger deutscher Fußballschiedsrichter.
Stefan Schempershauwe war seit 1991 Schiedsrichter für Germania Wolfenbüttel. Seit 2002 war er DFB-Schiedsrichter und leitete seit 2005 insgesamt 16 Spiele der Zweiten Fußball-Bundesliga. 2007 stieg er aus der 2. Fußball-Bundesliga ab. Bis 2008 pfiff er Spiele in der Regionalliga Nord  und seit 2008 Spiele in der 3. Liga. Seit 2010 ist er als Schiedsrichterbeobachter bis zur Regionalliga tätig.
Schempershauwe ist Polizeibeamter und lebt in Hildesheim.